# Courtoin
 Courtoin  es una comuna y población de Francia, en la región de Borgoña, departamento de Yonne, en el distrito de Sens y cantón de Chéroy.
Su población en el censo de 1999 era de 44 habitantes.
Está integrada en la Communauté de communes Gâtinais Bourgogne .

## Demografía
| 70 | 70 | 50 | 52 | 39 | 44 |
| Para los censos de 1962 a 1999 la población legal corresponde a la población sin duplicidades (Fuente: INSEE [Consultar]) |    |    |    |    |    |